# Svensk söndagsskolsångbok (1908)
Svensk söndagsskolsångbok är en sångbok från 1908. Den heter i sin helhet "Svensk söndagsskolsångbok för hem, skolor och barngudstjänster", och innehåller 350 alster varav merparten är psalmer och en och annan helt profan sång som till exempel nationalsången Du gamla du fria. Bokens efterföljare 1929 innehöll färre verk till skillnad från de flesta andra psalmböcker som med åren blivit större och större till omfattning. Böckerna gavs ut av Svenska Missionsförbundets förlag i ett samarbete mellan Evangeliska Fosterlandsstiftelsen. Materialet är i huvudsak hämtat från 1819 års psalmbok, Stockholms söndagsskolförenings sångbok och Missionsförbundets Sånger för söndagsskolan. I den mån vissa psalmtexter har färre verser har det varit i syfte att: "Icke sångerna genom sin längd måtte bli tröttande för barnen".

## Psalmer och sånger

### I Guds härlighet
- 1 Höga majestät Finns på Wikisource. Här finns noter
- 2 O Herre Gud, du väldig är utan känt upphov Finns på Wikisource.
- 3 Vem gjorde skyn så klar och blå Här finns noterna av Betty Ehrenborg Finns på Wikisource.
- 4 Mäktig är Herren Här finns noterna av Lina Sandell-Berg Finns på Wikisource.
- 5 Morgon mellan fjällen Här finns noterna Finns på Wikisource.
- 6 Jag kan icke räkna dem alla Här finns noterna Finns på Wikisource.
- 7 Ni korpungar små Här finns noterna Finns på Wikisource.
- 8 Se fågeln, som sitter på gungande gren av Sigismund Christian Dick Finns på Wikisource.
- 9 Upp, alla verk som Gud har gjort Här finns noterna Finns på Wikisource.
- 10 Fader allsvåldig, konung av F. H. Chorley och Erik Nyström

### II Guds kärlek
- 11 Så älskade Gud världen all Finns på Wikisource.
- 12 Så högt har Gud, oss till stor fröjd
- 13 Ingen herde kan så leta av Paul Gerhardt och Petrus Brask Finns på Wikisource.
- 14 Brist ut, min själ, i lovsångs ljud Finns på Wikisource.

### III Adventssånger
- 15 Gläd dig, du Kristi brud Här finns noter. Finns på Wikisource.
- 16 Gör porten hög, gör dörren bred Finns på Wikisource.
- 17 Hosianna, Davids son Här finns noter Finns på Wikisource.
- 18 Det susar genom livets strid av Carl Boberg
- 19 Gå, Sion, din konung att möta Här finns noter Finns på Wikisource.

### IV Julsånger
- 20 Hell dig, julafton, härliga, klara av Charlotte Cecilia af Tibell Finns på Wikisource.
- 21 När juldagsmorgon glimmar Här finns text och noter Finns på Wikisource.
- 22 Var hälsad, sköna morgonstund Här finns noter och melodin Finns på Wikisource.
- 23 O du saliga, o du heliga Här finns noter Finns på Wikisource.
- 24 Ett barn idag är oss givet av Betty Ehrenborg Finns på Wikisource.
- 25 Det är högtid igen Här finns noter Finns på Wikisource.
- 26 Herren av himlen är kommen till jorden Finns på Wikisource.
- 27 Se natten flyr för dagens fröjd Här finns noter Finns på Wikisource.
- 28 Nu segrar alla trognas hopp Finns på Wikisource.
- 29 Fröjdas, vart sinne av Nils Frykman. Här finns noter Finns på Wikisource.
- 30 Vår frälsare vart barn som vi utan upphov angivet
- 31 Han är född, den underbare av Ruben Saillens och Erik Nyström
- 32 När juletid är inne Finns på Wikisource.
- 33 I Österland där strålar klart av Johan Bernhard Gauffin
- 34 Stjärna, som lyste för Österlands söner av Reginald Heber och Erik Nyström

### V Jesu namn och person
- 35 Se, Jesus är ett tröstrikt namn Här finns noter Finns på Wikisource.
- 36 Jesus! Jesus! O, det ordet av Carl Boberg
- 37 Jag vet ett namn så dyrt och kärt Här finns noter Finns på Wikisource.
- 38 Hur ljuvligt klingar Jesu namn Finns på Wikisource.
- 39 Salig, salig den som kände Här finns text och noter Finns på Wikisource.
- 40 I Galileens sköna bygd av Lina Sandell-Berg
- 41 Skönaste Jesus, Konung över alla översatt från tyskan av Erik Nyström

### VI Jesu lidande
- 42 Jesus, du mitt liv, min hälsa Finns på Wikisource.
- 43 Den stunden i Getsemane Finns på Wikisource.
- 44 Du går, Guds lamm, du milda av Christoph Christian Sturm och Johan Olof Wallin Finns på Wikisource.
- 45 Den natten, då jag förråddes av Lars Stenbäck och Bernhard Wadström
- 46 Du bar ditt kors, o Jesu mild av Erik Gustaf Geijer Finns på Wikisource.
- 47 Guds rena Lamm, oskyldig Finns på Wikisource.
- 48 Vi tacka dig, o Jesus god av Jesper Swedberg Finns på Wikisource.
- 49 Jag ser dig klädd i blodig skrud ur Truvés sånger
- 50 Jesus, djupa såren dina
- 51 Sin Fader Sonen lydig var av Martin Luther och Olaus Petri

### VII Påsksånger
- 52 Upp, min tunga, att lovsjunga Finns på Wikisource.
- 53 Han är uppstånden av Carl Boberg
- 54 Vid gryende dag Maria begav av Betty Ehrenborg Finns på Wikisource.
- 55 Kristus på korset segrat i döden av Johan Bernhard Gauffin
- 56 Du segern oss förkunnar Finns på Wikisource.

### VIII Kristi himmelsfärd
- 57 Till härlighetens land igen Finns på Wikisource.
- 58 Stor och härlig var den dagen av Lina Sandell-Berg
- 59 Jesus, som farit dit upp av Lina Sandell-Berg Finns på Wikisource.

### IX Pingst
- 60 Nu är det pingst av Carl Boberg
- 61 Kom, helge Ande, till mig in Finns på Wikisource.
- 62 Kom, helge Ande, duva ren av Simon Browne och Erik Nyström
- 63 O att den elden redan brunne Finns på Wikisource.
- 64 Gud, jag hör hur torra länder av Elizabeth Codner och Erik Nyström Finns på Wikisource.

### X Frälsningen i Kristus
- 65 Förlossningen är vunnen Finns på Wikisource.
- 66 Klippa, du som brast för mig Finns på Wikisource.
- 67 Här en källa rinner Finns på Wikisource.
- 68 Jag nu den pärlan funnit har Finns på Wikisource. av Teodor Hamberg
- 69 Jag har i himlen en vän så god Finns på Wikisource.
- 70 Gud ske lov, min han blivit av Carl Olof Rosenius
- 71 Vem älskar väl som Jesus Joel Blomqvist
- 72 Är det sant att Jesus är min broder av Lina Sandell-Berg Finns på Wikisource.
- 73 Jag behöver dig, o Jesus, till min frälsning och mitt ljus av Lina Sandell-Berg Finns på Wikisource.
- 74 Våga dig Dristelig Finns på Wikisource.
- 75 Se, huru kär han hade ur Pilgrimssånger
- 76 Vad har min Jesus gjort för mig från engelskan (Jmfr Frances Ridley Havergal's engelska text Jag göt mitt blod för dig översatt av Erik Nyström

### XI Guds ord
- 77 Vad finns, som stadigt bliver av Johan Ludvig Runeberg
- 78 Vad är den kraft av Ernst Moritz Arndt och Lina Sandell-Berg
- 79 Vår dyrbara Bibel ur Truvés sånger
- 80 Helga Bibel, Herrens ord ur Truvés sånger
- 81 Jag vet en äng, så frisk och grön av Betty Ehrenborg
- 82 Uti Bibeln finns en skatt Finns på Wikisource.
- 83 Pris vare dig, o Jesus huld av Lina Sandell-Berg
- 84 Yngling, som går ut i världen av Lina Sandell-Berg
- 85 Jag vandrar igenom skuggornas land av Andrew L. Skoog
- 86 O Herre, när hjälplös i vaggan jag låg av Lina Sandell-Berg

### XII Sabbatsdagen
- 87 Sabbatsdag, hur skön du är Finns på Wikisource.
- 88 Den kära vilodagen av Erik Nyström
- 89 Hör, sabbatsklockan ljuder av Jonas Fredrik Lundgren
- 90 Högt ljuder över skog och våg översatt av Carl Boberg
- 91 Hur ljuvt det är att komma Finns på Wikisource.
- 92 O dag av ljus och vila av C Wordsworth och Erik Nyström, jmfr O dag av frid och vila
- 93 Nu den stilla sabbat är av Betty Ehrenborg
- 94 Högtidsstund för alla kär av Augusta Charlotta Lönborg Finns på Wikisource.

### XIII Samlingssånger
- 95 Helige Fader, som din son oss sände av Erik Nyström
- 96 O Jesus Krist, dig till oss vänd Finns på Wikisource.
- 97 Kom, huldaste förbarmare Finns på Wikisource.
- 98 Herre, se en liten skara av Betty Ehrenborg Finns på Wikisource.
- 99 Här samlas vi omkring ditt ord Finns på Wikisource.
- 100 Herre, samla oss nu alla Finns på Wikisource.
- 101 Giv oss än en nådestund av Lina Sandell-Berg
- 102 Hit vi unga samlas av Johan Bernhard Gauffin
- 103 Ack saliga stunder av Clara Ahnfelt Finns på Wikisource.
- 104 Jag älskar söndagsskolan ur Truvés sånger Finns på Wikisource.
- 105 Ack Herre, hör min röst av Haquin Spegel
- 106 De fly så snart, de ljusa morgonstunder Jonas Stadling Finns på Wikisource.
- 107 Fort skynden alla Jakob Timotheus Jacobsson Finns på Wikisource.

### XIV Inbjudningssånger
- 108 Skynda till Jesus, Frälsaren kär Finns på Wikisource.
- 109 Herren står vid hjärtats dörr Ur Sabbatsklockan
- 110 Medan allting ler och blommar Finns på Wikisource.
- 111 Här kommer en främling från fjärran ort av Johan Michael Lindblad
- 112 Ungdom i världen av L-d Finns på Wikisource.
- 113 Jesus, full av kärlek, ropar av Swenning Johansson och bearbetad
- 114 Lämna dig helt åt Jesus av Joël Blomqvist Finns på Wikisource.
- 115 Ljuvligt uti livets vår av Johan Bernhard Gauffin
- 116 Jag gav mitt liv i döden av Frances Ridley Havergal och Erik Nyström Finns på Wikisource.
- 117 O, låten små barnen av Lilly Lundequist
- 118 Den port är trång och smal den stig av Lina Sandell-Berg Finns på Wikisource.
- 119 Jag vet en port som öppen står Finns på Wikisource.
- 120 Giv din ungdomsdag åt Jesus Finns på Wikisource.
- 121 Kan du giva ditt hjärta för tidigt åt Gud Finns på Wikisource.
- 122 Du arma barn, som irrar av S. L.

### XV Böne- och lovsånger
- 123 Fader, du som från din himmel
- 124 Jesus, du min fröjd och fromma Finns på Wikisource.
- 125 Helga min själ och sinn av Nils Frykman Finns på Wikisource.
- 126 Helige Fader, som din son oss sände av Erik Nyström, av J. Th. J. i en annan version.
- 127 Fader, vi bedja dig av Betty Ehrenborg
- 128 Fram en suck sig smyger av Carl Wilhelm Böttiger
- 129 Ack Jesu! jag längtar att helt bliva din av James Nicholson översatt av Erik Nyström
- 130 Misskundlig Gud, låt nådens sol av Johan Olof Wallin
- 131 Drag mig, o Herre kär av Sarah Flower Adams översatt av Erik Nyström
- 132 Jesus kär, gå ej förbi mig Finns på Wikisource.
- 133 Gode Jesus, låt mig vara av Betty Ehrenborg
- 134 Jesus, du min herde god av P. W. ?=Paul Peter Waldenström
- 135 Du sanna vinträd, Jesus kär av Lina Sandell-Berg
- 136 Gode herde, led och bär oss Finns på Wikisource.
- 137 Upp till Gud ifrån jordens vimmel av Johan Bernhard Gauffin
- 138 Jesus, gör mig liten, ringa av Lina Sandell-Berg
- 139 Herre, tag du in mitt sinne från engelskan
- 140 Dyre Jesus, led du mig
- 141 Herre, låt ingenting binda de vingar av Lina Sandell-Berg
- 142 Herre, gör mig stilla av Lina Sandell-Berg
- 143 O Jesus, tag vård om min tunga av Lina Sandell-Berg
- 144 Herre jag beder Lina Sandell-Berg Finns på Wikisource.
- 145 Herre, mitt hjärta av Lina Sandell-Berg
- 146 Herre, du som allting leder av Lina Sandell-Berg
- 147 Giv oss, o Gud, ett dagligt bröd
- 148 Gud signe de kära barn av Zacharias Topelius
- 149 Hälsans gåva, dyra gåva av Johan Olof Wallin
- 150 O Jesus, värdes mig ledsaga Finns på Wikisource.
- 151 Allena Gud i himmelrik Finns på Wikisource.
- 152 Jublen, I himlar Finns på Wikisource.
- 153 Stäm in i änglars kor av Dowling
- 154 Låtom oss sjunga av Lina Sandell-Berg
- 155 Upp, själ, och sjung av Henry Francis Lyte översatt av Erik Nyström
- 156 Lovsjungom Herren Jesu kärlek av Fredrik Gabriel Hedberg
- 157 Är du glad, av hjärtat nöjd Här finns texten och noterna
- 158 Jag lyfter ögat mot himmelen Finns på Wikisource.
- 159 Nu tacken Gud, allt folk Finns på Wikisource.
- 160 Sjung en liten sång, det kan mången gång av Fredrik Engelke
- 161 Min sång skall bli om Jesus Finns på Wikisource.
- 162 Giv oss, o Gud, din Ande god Finns på Wikisource.
- 163 Du, som världar har till rike av Carl Vilhelm August Strandberg tonsatt av Otto Lindblad

### XVI Jesu efterföljelse
- 164 Tätt vid korset, Jesus kär Finns på Wikisource.
- 165 Jesus allt mitt goda är
- 166 Jesus för världen givit sitt liv Finns på Wikisource.
- 167 Jesu kära brud av Nils Frykman
- 168 Har du börjat av Charlotte Cecilia af Tibell
- 169 Vaka själ, och bed Finns på Wikisource.
- 170 Den korta stund jag vandrar här av Frans Michael Franzén Finns på Wikisource.
- 171 Om någon till ont mig locka vill av Betty Ehrenborg
- 172 I livets vår hur skönt att få Finns på Wikisource.
- 173 Så tag nu mina händer översatt från tyskan av Erik Nyström
- 174 Onda ord ur Truvés sånger
- 175 Var kärleksfull i hemmet av Lina Sandell-Berg
- 176 Har du mod att följa Jesus Finns på Wikisource.
- 177 Fort, skynden alla utan upphov angivet Finns på Wikisource.
- 178 Jesus, hjälp mig vandra av Lina Sandell-Berg
- 179 Om du än är späd och vek utan upphov angivet
- 180 Blyges du för Herren Jesus av Lina Sandell-Berg
- 181 Lev för Jesus, intet annat Finns på Wikisource.
- 182 O, hur stort att tro på Jesus uti unga år bearbetad av Andrew L. Skoog Finns på Wikisource.
- 183 Jag bär min synd till Jesus av Betty Ehrenborg
- 184 Bliv i Jesus, vill du bära frukt av Lina Sandell-Berg Finns på Wikisource.
- 185 O, hur kärleksfull, hur vänlig av Lina Sandell-Berg
- 186 Frälsare, tag min hand Finns på Wikisource.
- 187 Låt synden ej råda Finns på Wikisource.
- 188 Jag är ej mer min egen av Lina Sandell-Berg Finns på Wikisource.
- 189 Värj din tro, din ungdoms krafter av Chr Hansen och Anna Ölander

### XVII Guds barns trygghet
- 190 Vår Gud är oss en väldig borg Finns på Wikisource.
- 191 Jag lyfter mina händer Finns på Wikisource.
- 192 Jesus är min vän den bäste Finns på Wikisource.
- 193 Tänk en sådan vän som Jesus översatt från engelska av Erik Nyström
- 194 Tryggare kan ingen vara Finns på Wikisource.
- 195 Jag lyfter mina ögon upp till bergen av Nils Frykman
- 196 Bergen må vika och högarna falla av Lina Sandell-Berg
- 197 Som fåglar små av Martin Rutilius och Johann Major Finns på Wikisource.
- 198 Min själ och sinne, låt Gud råda av Georg Neumark och Gustaf Ollon
- 199 Säll är den som sina händer
- 200 Trygg i min Jesu armar
- 201 O, sök ej hjälp hos andra av Lina Sandell-Berg
- 202 Var jag går i skogar, berg och dalar Finns på Wikisource.
- 203 Du ömma fadershjärta Finns på Wikisource.
- 204 Herren en segrande fana oss givit av Nils Frykman
- 205 Guds namn är ett fäste i nöden av Anders Gustaf Lindqvist
- 206 Min framtidsdag är ljus och lång Finns på Wikisource.
- 207 Hela vägen går han med mig Finns på Wikisource.
- 208 Låt Gud regera dina dagar alla av Anders Gustaf Lindqvist
- 209 O, fröjden er därav av Malte Bernhard Öhrnstedt
- 210 Jag vet, att Jesus har mig kär av Fredrik Engelke
- 211 Jesu lilla lamm jag är jmfr Jag är Jesu lilla lamm av C Ahnström och Fredrik Engelke
- 212 O Jesus Krist, jag är ditt lamm av E E-d
- 213 O Jesus kär, Min salighetsklippa av Lina Sandell-Berg
- 214 Blott en dag Finns på Wikisource.
- 215 Alla Herrens vägar äro godhet av Lina Sandell-Berg

### XVIII Änglavård
- 216 Gud låter sina trogna här Finns på Wikisource.
- 217 Gud vare tack och ära
- 218 Hav tack, du käre Herre Finns på Wikisource.
- 219 Tänk, när en gång vi komma hem av Fredrik Engelke

### XIX Barndomen
- 220 Ett litet fattigt barn jag är av signaturen Nanny, som är författaren Christina Charlotta Lindholm Finns på Wikisource.
- 221 Lilla barn, ack, lyft ditt öga ur Teodor Truvés sånger
- 222 Vem älskar som en moder av Lina Sandell-Berg
- 223 Tack, o Gud, att du mig givit av P. W.
- 224 Gamla farmor skrynklig är och grå ur F Lundgrens sånger
- 225 Var kärleksfull, var vänlig utan upphov angivet
- 226 Ett litet lamm hade kommit av Elsa Dionysia Borg
- 227 Flitig var, och du skall vinna av Fredrika Bremer
- 228 Jag är ej för liten av Olga Kullgren f. Holmén Finns på Wikisource.
- 229 Jag är glad och ung av Fanny Crosby-van Alstyne översatt av Erik Nyström
- 230 Jag är så liten en flicka jag av Albert Fredrik Elias Beckman
- 231 Jag är ett litet, litet lamm Finns på Wikisource.
- 232 Ett armt och litet barn jag är ur Syréns sånger Finns på Wikisource.
- 233 Sjung, sjung om Frälsaren av Johan Bernhard Gauffin
- 234 Vi kommo från sol som ej förgår av Zacharias Topelius

### XX Missionssånger
- 235 Tillkomme ditt rike av Lina Sandell-Berg Finns på Wikisource.
- 236 Väldigt går ett rop över land, över hav av Natanael Beskow
- 237 O Jesus, när jag tänker på av Lina Sandell-Berg
- 238 Till polens kalla gränser Finns på Wikisource.
- 239 Jesus, du från korset sträcker av August Posse
- 240 Du, som med mäktigt ord av John Marriot och Erik Nyström
- 241 Din spira, Jesus, sträckes ut Finns på Wikisource.
- 242 Re'n bådar morgonstjärnan av Samuel Francis Smith och Lina Sandell-Berg
- 243 Ditt ord, o Jesus, skall bestå Lina Sandell-Berg Finns på Wikisource.
- 244 Fader, förbarma Dig av Hedvig Posse
- 245 Ringa vattendroppar översättning av Fr Sandberg eller Lilly Lundequist från den engelska texten av Julia Abigail Carney
- 246 Rädda de döende Finns på Wikisource.
- 247 Så långt som havets bölja går Finns på Wikisource.
- 248 Gud, du hörer böner utan upphov angivet

### XXI Hemlandssånger
- 249 O, jag vet ett land, där Herren Gud av Peter Lundén Finns på Wikisource.
- 250 En morgon utan synd jag vakna får Finns på Wikisource.
- 251 O land, du sälla andars land Finns på Wikisource.
- 252 Till det härliga land ovan skyn Finns på Wikisource.
- 253 Jag är främling, jag är en pilgrim Finns på Wikisource.
- 254 Vi få mötas i Eden en gång Finns på Wikisource.
- 255 Skola vi väl alla mötas Finns på Wikisource.
- 256 Ack saliga hem hos vår Gud Finns på Wikisource.
- 257 Jag vill sjunga en sång Finns på Wikisource.
- 258 Jag är en pilgrim här av Lina Sandell-Berg Finns på Wikisource.
- 259 Det finns ett hem Finns på Wikisource.
- 260 O, jag vet ett land Bortom tidens strand av Johannes Elfström
- 261 Lilla svarta Sara Finns på Wikisource.
- 262 Hemma, hemma, där är bäst ändå Finns på Wikisource.
- 263 Till fridens hem min vandring bär Finns på Wikisource.
- 264 Nu är jag nöjd och glader Finns på Wikisource.

### XXII Morgon och afton
- 265 Din klara sol går åter opp Finns på Wikisource.
- 266 Jesus kär, var mig när Finns på Wikisource.
- 267 Herrens nåd är var morgon ny Finns på Wikisource.
- 268 Morgonstund har guld i mun av Fredrik Engelke
- 269 Nu vaknar solen i östersky av Augusta Charlotta Lönborg
- 270 Låt din andes morgonstrimma av Martin Opitz
- 271 Vi tackar dig så hjärtelig av Haquin Spegel och Johan Olof Wallin
- 272 Tusen, tusen stjärnor glimma av Lina Sandell-Berg
- 273 Vad jag i dag har syndat av Haquin Spegel
- 274 Så går en dag än från vår tid av Christoph Friedrich Neander och översatt av Johan Olof Wallin Finns på Wikisource.
- 275 Uti din nåd, o Fader blid av Basilius Förtsch och Hauquinus Magni Ausius Finns på Wikisource.
- 276 Aftonsolen sjunker bakom bergen av Anders Gustaf Lindqvist
- 277 Gud som haver barnen kär Finns på Wikisource.
- 278 Bred dina vida vingar Finns på Wikisource.

### XXIII Årstiderna
- 279 Låt mig börja med dig Finns på Wikisource.
- 280 De fly, våra år Finns på Wikisource.
- 281 Din klara sol, o Fader vår av Johan Ludvig Runeberg
- 282 O, vad världen nu är skön jmfr O, vad jorden nu är skön i "Normalsångbok".
- 283 Den blomstertid nu kommer Finns på Wikisource.
- 284 Vi tacka dig, o Fader kär av Olga Kullgren f. Holmén Finns på Wikisource.
- 285 Förbi är ljuvlig sommar och vinter av Lina Sandell-Berg
- 286 Nu härjar hösten jorden av Carl Boberg
- 287 Hur härligt vittna land och sjö Finns på Wikisource.
- 288 Djupt sjunker året i sin gång Finns på Wikisource.
- 289 Sjung städse Herrens lov av W. Norlén

### XXIV Festsånger
- 290 Barnen i Jerusalem av Betty Ehrenborg Finns på Wikisource.
- 291 Med glättigt mod vi fira alla av H. P-d Finns på Wikisource.
- 292 Kom, Sions dotter av Lilly Lundequist
- 293 Hela världen fröjdes Herran Finns på Wikisource.
- 294 Vi äro väl ringa ur Truvés sånger
- 295 Vårt land
- 296 Det spirar ur jord av Augusta Charlotta Lönborg Finns på Wikisource.
- 297 Kärlek av höjden av Natanael Beskow
- 298 Vad gör väl hemmet fullt av ljus av Carl Boberg

### XXV Lärare- och föräldramöten
- 299 Gör det lilla du kan av Lina Sandell-Berg Finns på Wikisource.
- 300 Du som av kärlek varm av Sylvanus Dryden Phelps och Erik Nyström Finns på Wikisource.
- 301 Hos Gud är idel glädje Finns på Wikisource.
- 302 En liten stund med Jesus Finns på Wikisource.
- 303 Verka, ty natten kommer
- 304 Framåt i Jesu namn av Lina Sandell-Berg
- 305 Bland barnen finnas många små ur Truvés sånger Finns på Wikisource.
- 306 Säg mig, o broder, vad säd du sår av Erik Nyström
- 307 Hemma, hemma få vi vila av Lina Sandell-Berg
- 308 Giv mig den frid som du, o Jesus, giver Finns på Wikisource.

### XXVI Konung och fosterland
- 309 Du, som all världens konung är av Erik Nyström
- 310 Höj din sång i toner klara av Erik Nyström Finns på Wikisource.
- 311 Du gamla, du fria av Richard Dybeck Finns på Wikisource.
- 312 Vårt land, vårt land, vårt fosterland av Johan Ludvig Runeberg Finns på Wikisource.
- 313 Ära ske Herren, ja Herren allena av Johan Olof Wallin
- 314 Ur svenska hjärtans djup en gång av Carl Vilhelm August Strandberg Finns på Wikisource.
- 315 O konung, över alla stor av Lilly Lundequist Finns på Wikisource.
- 316 Herre, hela riket akta av Johannes Rist och Haquin Spegel
- 317 Gud, välsigna och beskydda av Erik Nyström Finns på Wikisource.
- 318 Sverige, Sverige, fosterland av Carl Boberg
- 319 Min fosterbygd, vad du är skön av E. N-m
- 320 Bär den högt, vår svenska fana av Anna Ölander
- 321 Bevara, Gud, vårt fosterland av Johan Ludvig Runeberg Finns på Wikisource.
- 322 Vi ha vår svenska flagga kär av Einar Gauffin

### XXVII Nykterhetssånger
- 323 Ett enda steg, som viker av av Anna Ölander
- 324 Se ej till skummande vinet av Anna Ölander
- 325 Det finns så många, många små av Carl Boberg

### XXVIII Vid graven
- 326 Vi vänta på att Herrens And' ur Teodor Truvés sånger
- 327 Jag går mot döden var jag går av Hans Adolph Brorson och Johan Olof Wallin Finns på Wikisource.
- 328 I hoppet sig min frälsta själ förnöjer av Elsa Andersdotter Finns på Wikisource.
- 329 Stilla, o stilla, slumra i ro av Jonas Fredrik Lundgren
- 330 Saliga de som ifrån världens öden av Zacharias Topelius Finns på Wikisource.
- 331 Det finns en stad, där ingen moder gråter av Carl Boberg

### XXIX Kristi tillkommelse
- 332 När han kommer, när han kommer Finns på Wikisource.
- 333 Han kommer, vår Jesus, välsignade tröst! av Joël Blomqvist
- 334 Nattens skuggor sakta viker av Nils Frykman och Joël Blomqvist Finns på Wikisource.
- 335 Vakna upp! en stämma bjuder Finns på Wikisource.

### XXX Den himmelska härligheten
- 336 Omkring Guds tron det står en här av Betty Ehrenborg
- 337 I himmelen, i himmelen Finns på Wikisource.
- 338 Vem är den stora skaran där av P. S. och B. W. Finns på Wikisource.
- 339 Det blir något i himlen Finns på Wikisource.

### XXXI Avslutningssånger
- 340 Oss välsigna och bevara av Samuel Johan Hedborn Finns på Wikisource.
- 341 O Jesus, bliv när oss av Carl Olof Rosenius Finns på Wikisource.
- 342 O du, som gav ditt liv för fåren av Johan Olof Wallin Finns på Wikisource.
- 343 Ack, Herre Jesus, hör min röst av Martin Luther och Johan Olof Wallin
- 344 Amen sjunge varje tunga av Niels Brorson och Lina Sandell-Berg Finns på Wikisource.
- 345 Dagar komma, dagar flykta Finns på Wikisource. Noter  och Melodi
- 346 När jag i tron min Jesus ser Finns på Wikisource.
- 347 För en tid vi skiljas här av Betty Ehrenborg
- 348 Härlig är jorden Finns på Wikisource.
- 349 Solen sjunker, dagen glider av Carl Boberg
- 350 Vår Herre Jesu Kristi nåd Finns på Wikisource.

### Fotnoter
1. ↑  ”Svensk söndagsskolsångbok till bruk för skolor och vid barngudstjänster.” (på engelska). Wordcat. 14 mars 1909. https://www.worldcat.org/title/svensk-sondagsskolsangbok-till-bruk-for-skolor-och-vid-barngudstjanster/oclc/924107756&referer=brief_results. Läst 15 oktober 2017.